# Veliki Kabal
Ljuti kamen ili Veliki Kabal je s 1339 metara nadmorske visine najviši vrh planine Mosora. Usprkos relativno velikoj visini, vrh je lako dostupan izletnicima i rekreativcima. Do njega se može doći iz više smjerova, uspon traje od 2-4 sata, ovisno o odabranom putu. Na samom vrhu je podignut drveni križ ispod kojega su uređene betonske klupe i stolovi za odmor.
Tradicionalan je izlet na vrh Mosora na Dan žena.

## Vanjske poveznice
- planinarenje.hr: Veliki kabal
- HPD Mosor: Veliki kabal
- Planinarski portal: Veliki kabal